# Dysschema forbesi
Dysschema forbesi är en fjärilsart som beskrevs av Druce 1907. Dysschema forbesi ingår i släktet Dysschema och familjen björnspinnare. Inga underarter finns listade i Catalogue of Life.